# Isaac Bonga
Isaac Evolue Etue Bofenda Bonga (* 8. November 1999 in Neuwied) ist ein deutscher Basketballspieler. Er steht bei KK Partizan Belgrad unter Vertrag. Bonga ist 203 Zentimeter groß und wird als Aufbau- sowie Flügelspieler eingesetzt.
2023 wurde Bonga mit der deutschen Nationalmannschaft Weltmeister.

## Spielerlaufbahn

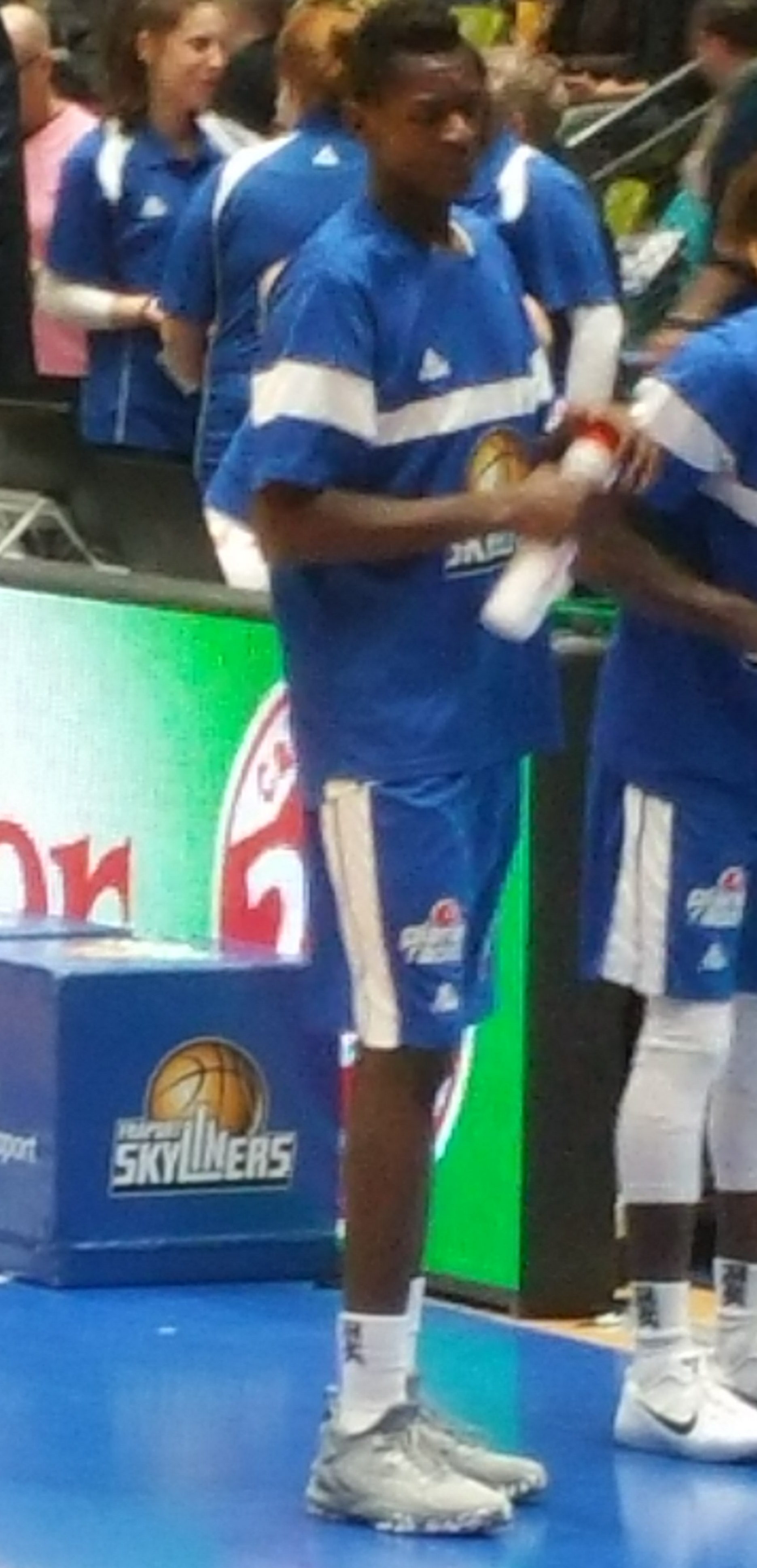

Bonga, der zunächst Fußball spielte, kam in einer Schul-Arbeitsgemeinschaft an der Grundschule Lützel mit dem Basketballsport in Berührung. Seine Vereinslaufbahn begann in der Jugendabteilung des Post SV Koblenz. Dort wurde er von Trainer Viktor Schneider gefördert. Während der Saison 2014/15 sammelte er erste Erfahrungen im Herrenbereich und stieg mit der SG Lützel-Post Koblenz von der 2. in die 1. Regionalliga auf.
In der Saison 2015/16 lief Bonga für Koblenz in der 1. Regionalliga Süd-West auf und erzielte in 24 Einsätzen im Schnitt 5,9 Punkte, 2,8 Rebounds sowie zwei Korbvorlagen. Darüber hinaus spielte er dank einer Doppellizenz in der U19-Bundesligamannschaft von Eintracht Frankfurt.
Im Juni 2016 unterschrieb er einen Vierjahresvertrag beim Bundesligisten Frankfurt Skyliners, um über die Drittliga-Nachwuchsmannschaft der Hessen an den Bundesligakader herangeführt zu werden. Ebenfalls im Juni wurde Bonga zum Top 100 Camp, einer Sichtungsveranstaltung der NBA in den Vereinigten Staaten, eingeladen. Im September desselben Jahres wurde er als eines der hoffnungsvollsten Talente seines Jahrgangs in Europa für das „Basketball without Borders Camp“ in Helsinki nominiert.
Am ersten Spieltag der Bundesliga-Saison 2016/17 gab Bonga für Frankfurt im Duell mit Bamberg sein Debüt in der höchsten deutschen Spielklasse. Im Februar 2017 wurde er zum „Basketball without Borders Camp“ nach New Orleans eingeladen, um sich dort mit Talenten aus aller Welt zu messen. Im Anschluss an die Saison 2016/17 wurde er vom Internetdienst eurobasket.com zum „Liganeuling des Jahres“ der ProB gekürt, nachdem er für die Frankfurter Nachwuchsfördermannschaft in der dritthöchsten deutschen Liga in 21 Einsätzen im Schnitt 10,5 Punkte sowie 6,2 Rebounds sowie vier Korbvorlagen verbuchte. Für die Bundesliga-Mannschaft der Skyliners hatte Bonga im Laufe der Saison 2016/17 15 Einsätze (Punkteschnitt: 1,4) bestritten. Im Laufe des Spieljahres 2017/18 wurde Bonga von den Frankfurtern in 33 Bundesliga-Partien eingesetzt, er erzielte dabei im Durchschnitt sechs Punkte je Begegnung.

### NBA
Im April 2018 meldete er sich zum Draft-Verfahren der NBA an. Dort sicherten sich die Los Angeles Lakers in der zweiten Auswahlrunde an 39. Stelle die Rechte an Bonga. Die Philadelphia 76ers hatten das Auswahlrecht im Vorfeld an die Lakers abgegeben und dafür im Gegenzug ein Zweitrundenauswahlrecht für die Draft 2019 sowie eine Geldsumme erhalten.
Im Juli 2018 unterschrieb Bonga einen mit Teilgarantien versehenen Einstiegsvertrag über drei Jahre bei den Los Angeles Lakers, wo mit Moritz Wagner bereits ein weiterer deutscher Spieler unter Vertrag stand. Sein vorheriger Verein, die Frankfurt Skyliners, erhielt eine Ablösesumme von 650.000 Euro. Bonga wurde von Los Angeles in Vorbereitungsspielen eingesetzt, am 22. Oktober 2018 aber ins Aufgebot der Ausbildungsmannschaft South Bay Lakers in die NBA G-League verschoben. Bei seinem Einstand für die South Bay Lakers war Bonga Anfang November 2018 mit 27 Punkten bei 29 Minuten Einsatzzeit bester Korbschütze seiner Mannschaft, zudem kam er bei der 106:108-Niederlage gegen die Stockton Kings auf neun Rebounds sowie drei Korbvorlagen. Mit Moritz Wagner gab im selben Spiel ein Landsmann Bongas ebenfalls sein Debüt in der Liga.
Am 7. Dezember 2018 stand Bonga als jüngster aktiver NBA-Spieler für die Los Angeles Lakers erstmals in einem NBA-Spiel auf dem Feld. Seine Mannschaft verlor beim Einstand des Deutschen mit 120:133 gegen die San Antonio Spurs, Bonga blieb bei dem Kurzeinsatz ohne Punkte. Bonga bestritt in seinem ersten Jahr in der NBA 19 Spiele und erzielte dabei im Durchschnitt 0,9 Punkte je Begegnung. In der Sommerpause 2019 gaben die Lakers Bonga und weitere Spieler im Rahmen eines umfangreichen Tauschgeschäfts und der Verpflichtung von Anthony Davis an die Washington Wizards ab. Nach der Saison 2019/20, in der er in 49 Spielen in Washingtons Anfangsaufstellung stand und in insgesamt 66 Einsätzen Mittelwerte von 5 Punkten und 3,4 Rebounds verbuchte, fielen Bongas Werte im Spieljahr 2020/21 (40 Einsätze: 2 Punkte, 1,7 Rebounds/Spiel).
Im August 2021 wurde er mit einem teilweise garantierten Vertrag über zwei Jahre zum Mindestgehalt von den Toronto Raptors verpflichtet. Garantiert worden wäre das erste der beiden Jahre mit Bongas Kaderzugehörigkeit, die am 17. Oktober bekanntgegeben wurde, in der Eröffnungsnacht, doch Bonga, der in Frankfurt unter anderem von Trainer Nick Nurse’ ehemaligem Assistenten Gordon Herbert ausgebildet worden war, akzeptierte ebenso wie Sam Dekker den 6. November als Stichtag. Während auf Dekkers Dienste kurz vor Ablauf der Frist verzichtet wurde, wurde Bonga als 14. Kaderspieler akzeptiert und sein Vertrag garantiert. In Toronto setzte sich Bonga nicht durch, er kam nur in 16 NBA-Spielen zum Zuge, seine mittlere Einsatzzeit lag unter fünf Minuten und damit niedriger als in seinen drei vorherigen Spieljahren in der Liga.

### FC Bayern München
Nach 148 NBA-Spielen wechselte Bonga in der Sommerpause 2022 zum Bundesligisten FC Bayern München, mit dem er 2023 deutscher Pokalsieger wurde. Im Spieljahr 2023/24 wurde er mit Bayern sowohl deutscher Meister als auch deutscher Pokalsieger. Anschließend verließ er die Mannschaft.

### KK Partizan Belgrad
Am 19. August 2024 wurde Bonga als Neuzugang von KK Partizan Belgrad vorgestellt. In der Saison 2024/25 wurde er als bester Verteidiger der Adriatischen Basketballliga ausgezeichnet und gewann mit Partizan im Juni 2025 die Meisterschaft.

## Nationalmannschaft
Im Sommer 2014 nahm Bonga mit der deutschen U16-Nationalmannschaft an der Europameisterschaft in Lettland teil, im Folgejahr vertrat er die Auswahl des Deutschen Basketball Bundes in derselben Altersklasse bei der EM in Litauen. Bei der U19-Weltmeisterschaft im Juli 2017 kam Bonga in allen sieben Turnierspielen zum Einsatz und erreichte mit der deutschen Mannschaft den fünften Platz. Er verbuchte im Laufe des Turniers im Schnitt 6,6 Punkte pro Partie.
Anfang November 2017 wurde er erstmals in die deutsche A-Nationalmannschaft berufen. Am 23. Februar 2018 gab er im WM-Qualifikationsspiel gegen Serbien seinen Einstand in der DBB-Auswahl und war damit im Alter von 18 Jahren und drei Monaten der jüngste Debütant in der deutschen Nationalmannschaft in den vergangenen 40 Jahren. Er nahm an den 2021 ausgetragenen Olympischen Sommerspielen 2020 teil, in vier Turnierspielen kam er auf einen Mittelwert von 8 Punkten je Begegnung.
Im Jahr 2023 wurde Bonga von Bundestrainer Gordon Herbert ins Aufgebot für die in Indonesien, Japan und den Philippinen ausgerichtete Weltmeisterschaft 2023 berufen und zog mit der Auswahl des Deutschen Basketball-Bundes ungeschlagen ins Endspiel ein. Im umkämpften 113:111-Halbfinalsieg gegen die Vereinigten Staaten verhinderte Bonga in der Schlussminute, dass die US-Amerikaner zunächst den Rückstand auf zwei Punkte verkürzten, indem er einen Treffer von Mikal Bridges mittels Block unterband. Anschließend wurde er mit Deutschland durch einen 83:77-Endspielsieg über Serbien Weltmeister, Bonga erzielte im Finale sieben Punkte.
2024 belegte Bonga mit der deutschen Mannschaft bei den Olympischen Sommerspielen den vierten Platz.

## Spielstil
Ein hervorstechendes Merkmal Bongas ist seine für einen Spielmacher überdurchschnittliche Körpergröße. Er hat seine Stärken beim Umschalten von Verteidigung auf Angriff, wo er mit flüssigen Bewegungen auffällt. Bonga weist einen ausgeprägten Drang zum Korb auf, schließt in solchen Szenen selbst ab oder legt den Ball auf besser platzierte Mitspieler ab. Seine Körpergröße nutzt er gegenüber kleineren Gegenspielern aus, in der Verteidigung kommen ihm seine langen Arme zugute, um gegnerische Pässe abzufangen und er setzt seine körperlichen Vorteile ebenfalls beim Blocken von Würfen ein. Als Schwachpunkt galt lange sein Distanzwurf.

## Persönliches
Bongas Eltern wanderten aus der Demokratischen Republik Kongo nach Deutschland aus, lebten dort zunächst in Heppenheim. Er wurde im Neuwieder Krankenhaus geboren und wuchs im Koblenzer Stadtteil Lützel auf. Sein älterer Bruder Tarsis Bonga spielte Fußball in der Jugend von Bayer 04 Leverkusen und wurde später Bundesliga-Profi. Der jüngere Bruder Joshua Bonga bestritt im April 2021 sein erstes Spiel in der Basketball-Bundesliga.
Isaac Bonga brach die Schule nach der elften Klasse ab, um sich auf seine Basketballkarriere zu konzentrieren.

## Statistiken

### NBA

#### Hauptrunde
| Saison  | Team        | GP  | GS | MPG  | FG%  | 3P%  | FT%  | RPG | APG | SPG | BPG | PPG |
| ------- | ----------- | --- | -- | ---- | ---- | ---- | ---- | --- | --- | --- | --- | --- |
| 2018–19 | L.A. Lakers | 22  | 0  | 5.5  | .152 | .000 | .600 | 1.1 | 0.7 | 0.4 | 0.2 | 0.9 |
| 2019–20 | Washington  | 66  | 49 | 18.9 | .504 | .352 | .812 | 3.4 | 1.2 | 0.7 | 0.3 | 5.0 |
| 2020–21 | Washington  | 40  | 8  | 10.8 | .370 | .277 | .625 | 1.7 | 0.6 | 0.3 | 0.2 | 2.0 |
| 2021–22 | Toronto     | 15  | 0  | 4.6  | .231 | .250 | .625 | 0.5 | 0.3 | 0.5 | 0.1 | 0.8 |
| Gesamt  | Gesamt      | 143 | 57 | 13.1 | .432 | .300 | .759 | 2.2 | 0.8 | 0.5 | 0.3 | 3.1 |

#### Play-offs
| Saison  | Team       | GP | GS | MPG | FG % | 3P % | FT % | RPG | APG | SPG | BPG | PPG |
| ------- | ---------- | -- | -- | --- | ---- | ---- | ---- | --- | --- | --- | --- | --- |
| 2020–21 | Washington | 4  | 0  | 2.5 | .000 | .000 | —    | 0.0 | 0.0 | 0.0 | 0.3 | 0.0 |
| Gesamt  | Gesamt     | 4  | 0  | 2.5 | .000 | .000 | —    | 0.0 | 0.0 | 0.0 | 0.3 | 0.0 |

## Erfolge
- Weltmeister: 2023
- Deutscher Meister: 2024
- Deutscher Pokalsieger: 2023, 2024
- Bester Verteidiger der Adriatischen Basketballliga: 2025